# Albert VII d'Àustria
Albert VII d'Àustria (Wiener Neustadt, 13 de novembre de 1559 - Brussel·les, Països Baixos espanyols 13 de juliol de 1621) fou un Arxiduc d'Àustria, príncep d'Hongria i de Bohèmia amb el doble tractament d'altesa reial i imperial. Pertanyent a la dinastia dels Habsburg, va ser cardenal, arquebisbe de Toledo i virrei de Portugal; va governar junt amb la seva esposa la infanta Isabel Clara Eugènia, els Països Baixos, i entre 1598 i 1621 el sud dels Països Baixos i nord de França; va succeir efímerament al seu germà Maties I del Sacre Imperi Romanogermànic el 1619 però va abdicar a favor de Ferran II al cap de pocs mesos, sent el regnat més curt de la història d'Àustria. El seu casament seguia la tradició de reforçament de lligams entre la branca alemanya i l'espanyola de la casa d'Àustria.

## Orígens familiars
Nascut a Wiener Neustadt el dia 15 de novembre de l'any 1559, era el cinquè fill mascle de l'emperador Maximilià II, emperador romanogermànic i de la infanta Maria d'Espanya. Albert era net per via paterna de Ferran I, emperador romanogermànic i de la princesa Anna d'Hongria, i per via materna del rei Carles I d'Espanya i de la infanta Isabel de Portugal. També era germà de Rodolf II i de Maties I del Sacre Imperi Romanogermànic, així com cunyat de Felip III de Castella i Carles IX de França. Va ser enviat a la cort espanyola a l'edat d'onze anys, on el seu oncle Felip II va tenir cura de la seva educació. Al principi estava destinat a seguir la carrera eclesiàstica. En 1577 va ser nomenat cardenal a l'edat de divuit anys i se li va donar la Santa Croce in Gerusalemme com la seva església titular. Felip II planejava fer-lo arquebisbe de Toledo com més aviat millor, però el titular, Gaspar de Quiroga i Sandoval, va viure molt més temps del que s'esperava. De moment Albert només va prendre ordres inferiors. Mai no seria ordenat sacerdot, ni bisbe. La seva educació clerical, però, va tenir una influència duradora en el seu estil de vida.
Després de la unió dinàstica amb Portugal, Albert va esdevenir el primer virrei del regne i el seu imperi d'ultramar el 1583. Va ser nomenat legat papal i també gran inquisidor de Portugal. Com virrei de Portugal, va participar en l'organització de la Gran Armada de 1588 i va vèncer un atac anglès a Lisboa el 1589. El 1593 Felip II el va cridar a Madrid, on havia de prendre un paper de lideratge en el govern de la monarquia espanyola. Dos anys després, el rebel Hugh O'Neill, comte de Tyrone i Hugh Roe O'Donnell, van oferir la corona irlandesa a Albert amb l'esperança d'obtenir suport espanyol per la seva causa.

## Governador dels Països Baixos
L'any 1595, a la mort d'Ernest d'Àustria, un germà més gran (segon fill mascle sobrevivent de Maximilià II), l'arxiduc Albert fou nomenat al seu lloc com a governador de les Províncies Unides. El càrrec de governador dels Països Baixos dels Habsburg era un dels de més prestigi de l'alta jerarquia administrativa de la corona espanyola. Membres de diverses famílies reials com la infanta Maria d'Espanya, l'arxiduquessa Margarida d'Àustria o el duc Alexandre Farnese, però també de l'alta aristocràcia castellana i catalana, havien desenvolupat aquest càrrec, com Fernando Álvarez de Toledo o Lluís de Requesens.
Albert va entrar a Brussel·les l'11 de febrer de 1596. La seva primera prioritat era restaurar la posició militar d'Espanya als Països Baixos que s'enfrontava a les forces combinades de la República Holandesa, Anglaterra i França, i no havia conegut res més que derrotes des 1590. Durant la seva primera campanya de temporada, Albert va sorprendre els seus enemics per la captura de Calais i de la propera Ardres als francesos, i de Hulst a la República de les Províncies Unides. Aquests èxits es va compensar, però, amb la tercera fallida de la corona espanyola a finals d'aquest mateix any. A conseqüència d'això, el 1597 es va caracteritzar per una sèrie de desastres militars. L'estatúder Maurici d'Orange va capturar els últims reductes espanyols que quedaven al nord dels grans rius, així com l'estratègica ciutat de Rheinberg a l'Electorat de Colònia. No obstant això, l'exèrcit Espanyol de Flandes va aconseguir sorprendre Amiens, de manera que va aturar la contraofensiva que Enric IV de França estava a punt d'iniciar. Sense diners per pagar les tropes, Albert també es va enfrontar a una sèrie de motins.
A més de continuar la guerra com va poder, Albert va fer proposicions de pau als enemics d'Espanya, però només el rei francès estava disposat a entrar en negociacions oficials. Sota la mediació del legat papal cardenal Alessandro de Medici - el futur papa Lleó XI - Espanya i França van signar la Pau de Vervins el 2 de maig de 1598. Espanya va renunciar a les seves conquestes i a restaurar, així, la situació de la Pau de Cateau-Cambrésis. França acceptava tàcitament l'ocupació espanyola del principat-arquebisbat de Cambrai i es va retirar de la guerra, però va mantenir el seu suport financer a la República de les Províncies Unides. Només uns dies després del tractat, el 6 de maig de 1598, Felip II va anunciar la seva decisió de casar a la seva filla gran, la infanta Isabel Clara Eugènia, amb Albert i cedir-li la sobirania sobre els Països Baixos. La Llei de cessió va estipular que si la parella no tenia fills, els Països Baixos tornarien a la Dinastia dels Habsburg d'Espanya. També contenia una sèrie de clàusules secretes que asseguraven una presència permanent de l'exèrcit espanyol als Països Baixos del sud. Després d'obtenir el permís del papa, Albert formalment va renunciar a ser membre del Col·legi de Cardenals el 13 de juliol de 1598 i se'n va anar a Espanya el 14 de setembre, sense saber que Felip II havia mort la nit anterior. El papa Climent VIII va celebrar l'enllaç per poders a Ferrara el 15 de novembre, mentre que el matrimoni real va tenir lloc a València el 18 d'abril de 1599.

## Guerres
La primera meitat del regnat d'Albert i Isabel Clara Eugènia va estar dominada per la guerra. Després que els acostaments a les Províncies Unides i a la reina Isabel I no van tenir èxit, la política dels Habsburg als Països Baixos va anar encaminada a recuperar la iniciativa militar i a l'aïllament de la República Holandesa. L'estratègia consistia a obligar els seus oponents a anar a la taula de negociacions i negociar des d'una posició de força. Encara que Madrid i Brussel·les tendiren a posar-se d'acord sobre aquestes opcions, Albert va prendre una postura molt més flexible que el seu cunyat, el nou rei espanyol Felip III. Albert tenia un coneixement de primera mà de la devastació causada per la rebel·lió holandesa, i havia arribat a la conclusió que seria impossible reconquerir les províncies septentrionals. Com és lògic, Felip III i els seus consellers sentien més preocupació per la reputació d'Espanya i per l'impacte, que per un acord amb la República d'Holanda que podria tenir sobre les posicions dels Habsburg en el seu conjunt. Espanya va facilitar els mitjans per continuar la guerra. Albert va prendre les decisions sobre el terreny i va tendir a ignorar les instruccions de Madrid. En aquestes circumstàncies, la divisió de responsabilitats en repetides ocasions va conduir a tensions.
La reputació d'Albert com a comandant militar va patir molt quan va ser derrotat per l'holandès Maurici d'Orange a la batalla de Nieuwpoort el 2 de juliol de 1600. La seva incapacitat per concloure el llarg setge d'Oostende (1601-1604), va donar lloc a la seva retirada del comandament tàctic de l'exèrcit espanyol de Flandes. A partir de llavors les operacions militars van ser conduïdes pel genovès Ambrosi Spinola. Tot i que no va poder evitar la captura gairebé simultània en el temps de Sluis, Spínola va forçar a Oostende a rendir-se el 22 de setembre de 1604. Llavors va prendre la iniciativa durant les pròximes campanyes, de manera que va poder portar la guerra al nord dels grans rius, per primera vegada des de 1594.
Mentrestant, l'ascens de Jacob VI d'Escòcia com Jacob o Jaume I d'Anglaterra havia aplanat el camí per a una pau per separada amb Anglaterra. El 24 de juliol de 1604 Anglaterra, Espanya i l'Arxiducat dels Països Baixos van signar el tractat de Londres. El retorn a la pau es va veure seriosament obstaculitzada per les diferències sobre religió. Esdeveniments com la Conspiració de la Pólvora va causar molta tensió diplomàtica entre Londres i Brussel·les. No obstant això, les relacions entre les dues corts tendiren a ser cordials. El 1605 va nomenar Venceslau Cobergher (1557-1634) com «arquitecte i enginyer arquiducal» i encarregar-lo, entre d'altres, de la construcció de fortificacions i la creació d'un sistema bancari a les terres devastades per la guerra.
Les campanyes de Spínola i l'amenaça d'aïllament diplomàtic de la República de les Províncies Unides va induir aquesta a acceptar un alto el foc a l'abril del 1607. Les negociacions posteriors entre les parts en conflicte no van conduir a un tractat de pau, però van permetre la conclusió de la Treva dels Dotze Anys a Anvers el 9 d'abril de 1609. Sota els termes de la treva, les Províncies Unides havien de considerar-se com un poder sobirà per la durada de la treva. Albert havia admès aquest punt en contra de la voluntat de Madrid, i li va costar un gran esforç convèncer Felip III a ratificar l'acord. Quan la ratificació de Felip per fi va arribar, la recerca de la restauració de la pau als Països Baixos feta per Albert, va donar finalment fruits.

## Els anys de pau
Els anys de la treva dels Països Baixos dels Habsburg va donar un molt necessari respir. Els camps podria tornar a ser treballats en seguretat. El règim arxiducal va encoratjar la recuperació de terres que havien estat inundades en el curs de les hostilitats i va patrocinar la polderització de De Moeren, una zona pantanosa al sud de la ciutat de Veurne, pel seu arquitecte, Venceslau Cobergher. La recuperació de l'agricultura va conduir al seu torn a un augment moderat de la població després de dècades de pèrdues demogràfiques. La indústria i, en particular, el comerç de luxe igualment van notar la recuperació. El comerç internacional va restar obstaculitzat pel tancament de l'Escalda. El règim arxiducal tenia plans de passar per alt el bloqueig per l'excavació del Canal Bruges-Oostende (1623) i el Canal Plassendale-Nieuwpoort (1638-1641) per connectar Anvers i Gant al mar, i del Mosa fins al Rin entre Venlo i Rheinberg. Per tal de combatre la pobresa urbana, el mateix Cobergher va crear una xarxa de Monts de Pietat basat en el model italià.
Mentrestant, el règim arxiducal va assegurar el triomf de la reforma catòlica als Països Baixos del sud. La majoria dels protestants que hi havia en aquell moment van ser expulsats o van emigrar cap a la República de les Províncies Unides. Després d'una última execució el 1597, la persecució dels que es van quedar es va moderar. Sota els termes de la legislació aprovada el 1609, la seva presència era tolerada, sempre que no tinguessin culte en públic. Participar en debats religiosos també va ser prohibit per la llei. Les resolucions del tercer Concili Provincial (sínode) de Malines de 1607 va obtenir, també, l'aprovació oficial. A través d'aquestes mesures i pel nomenament d'una generació de bisbes capaços i compromesos, Albert i Isabel van establir les bases de la confessionalització catòlica de la població. Malgrat això, en el mateix període, hi va haver onades importants de caça de bruixes.
En el procés de recatolització, els ordes religiosos nous i reformats van comptar amb el suport particular dels arxiducs. Tot i que Albert tenia certes reserves sobre l'ordre dels jesuïtes, van rebre les donacions més grans de diners en efectiu. Això els permet completar els seus ambiciosos programes de construcció a Brussel·les i Anvers. Altres campions de la reforma catòlica, com els caputxins, també van ser subsidiats. La fundació dels primers convents de Carmelites Descalces als Països Baixos meridionals depenia totalment de la iniciativa personal dels arxiducs, i va donar testimoni de l'orientació espanyola de la seva espiritualitat.
Durant el regnat d'Albert es va veure un enfortiment del poder absolutista als Països Baixos dels Habsburg. Els Estats Generals de les províncies del sud van ser convocats només una vegada el 1600. Posteriorment, el govern va preferir tractar directament amb les províncies. Els anys de la treva va permetre que el règim arxiducal pogués promulgar legislació en una àmplia gamma d'assumptes. L'anomenat Edicte Etern de 1611, per exemple, reformava el sistema judicial i va marcar el començament de la transició del costum a la llei escrita. Altres mesures es van tractar qüestions monetàries, la noblesa, els duels, apostes, etc
Impulsats per motius estratègics, així com religiosos, Albert va intervenir el 1614 en les disputes sobre l'herència dels ducats units de Jülich-Clèveris-Berg. L'enfrontament posterior amb els exèrcits de la república de les Províncies Unides va conduir al tractat de Xanten. L'episodi va ser en molts sentits un assaig del que vindria en la Guerra dels Trenta Anys. Després de la defenestració de Praga, Albert va respondre en enviar tropes al seu cosí Ferran II, i Felip III amb el suport financer a la causa dels Habsburg d'Àustria. Com a tal, va contribuir notablement a la victòria dels Habsburg i de Baviera a la batalla de la Muntanya Blanca el 8 de novembre de 1620.

## Mort i successió
A mesura que passaven els anys, es va fer evident que Albert i Isabel mai no tindrien fills. Quan la salut d'Albert va patir un sotrac greu a l'hivern de 1613-1614, es van prendre mesures per assegurar la successió de Felip III, d'acord amb la Llei de cessió. Com a resultat d'això, els Estats de les províncies del sud van haver de jurar que acceptarien el rei espanyol com a hereu dels arxiducs en una sèrie de cerimònies entre maig de 1616 i gener de 1617. Una de les tàctiques que van emprar va ser el finançament d'un important moviment artístic centrat en el barroc. Felip III, però va premorir al seu oncle Albert, traspassant el 31 de març de 1621. El dret de successió als arxiducs va passar al seu fill gran Felip IV.
Albert tenia una salut precària i es va deteriorar notablement en els últims mesos de 1620. Com la treva dels Dotze Anys expirava el proper mes d'abril, va dedicar les seves últimes energies a garantir la seva renovació. Per assolir aquest objectiu estava disposat a fer concessions de llarg abast. Per la seva frustració, ni la monarquia espanyola ni la República de les Províncies Unides es van agafar les seves súpliques per la pau de manera seriosa. La seva mort el 13 de juliol de 1621 va coincidir, per tant, més o menys amb la represa de les hostilitats entre els dos bàndols.

## Núpcies i descendents
Albert es va casar el 18 d'abril de l'any 1599 amb la infanta Isabel Clara Eugènia d'Espanya, filla del rei Felip II d'Espanya i de la princesa Isabel de Valois. La parella no va tenir descendència.
L'arxiduc va morir a Brussel·les el 1621, la seva muller va segir als Països Baixos espanyols com a governadora però la sobirania retornà a la corona espanyola.